# The New Barbarians
The New Barbarians fue una banda de rock que realizó dos conciertos en Canadá y dieciocho alrededor de los Estados Unidos entre abril y mayo de 1979. En agosto de ese año, la banda fue telonera de Led Zeppelin para su presentación en el festival de Knebworth de 1979.

## Historia
El grupo estuvo formado y liderado por el guitarrista de The Rolling Stones y Faces Ron Wood, principalmente para promover su último LP Gimme Some Neck. La formación incluyó al miembro de los Rolling Stones Keith Richards, al bajista Stanley Clarke, al ex teclista de Faces Ian McLagan, al saxofonista colaborador de The Rolling Stones Bobby Keys y el baterista Joseph Zigaboo Modeliste de The Meters. Para el show en Knebworth Stanley Clarke fue remplazado de repente por el bajista Phillip Chen, que tuvo que aprender todas las canciones en un solo día .
La banda incursionó en géneros como Rock and roll, R&B, blues y música country, junto con las canciones solistas de Ron Wood y material compuesto por Jagger/Richards. Wood prestó la voz principal para la mayoría de las canciones (con Richards, McLagan y Clarke en los coros), así también como tocar la guitarra, pedal steel, la armónica y el saxofón .
The New Barbarians debutó en directo como banda soporte de The Rolling Stones en dos conciertos que realizaron a beneficio de la CNIB, en el Oshawa Civic Auditorium cerca de Toronto, Ontario el 22 de abril de 1979, en cumplimiento de una de las condiciones de la sentencia por posesión de heroína de Keith Richards en 1978.
La banda continuó con una gira de dieciocho conciertos en los Estados Unidos. Fueron noticia en Milwaukee, Wisconsin, cuando los fanes se amotinaron, al parecer debido a la expectativa de que el show contaría con "invitados especiales", que no aparecieron.
Otra alineación de The New Barbarians (con Andy Newmark, Reggie McBride, Mackenzie Phillips y Johnnie Lee Schell reemplazando a Clarke, Modeliste y Richards) se presentó en Milwaukee, en enero de 1980, para ayudar al promotor de la gira a recuperar los costos por los daños causados en los disturbios años atrás.
En octubre de 2006, el sello discográfico de Ron Wood, Wooden Records, lanzó un disco doble (seguido unos meses más tarde por un set LP triple) de un concierto de New Barbarians en el (ahora ex) Capital Centre en Landover, Maryland, titulado Buried Alive: Live in Maryland.

## Lista de temas
Cuando The New Barbarians se presentaron como banda de apoyo (en los conciertos de Canadá y Knebworth) interpretaron una lista de temas más acotada, pero en la mayoría de los espectáculos en su gira por Estados Unidos tocaron:
- «Sweet Little Rock & Roller» (Berry)
- «Buried Alive» (Wood)
- «F.U.C. Her» (Wood)
- «Mystifies Me» (Wood)
- «Infekshun» (Wood)
- «Rock Me Baby» (Broonzy/Crudup)
- «Sure the One You Need» (Jagger/Richards) - Richards en la voz principal
- «Lost and Lonely» (Wood)
- «Breathe On Me» (Wood)
- «Love in Vain» (Johnson)
- «Let's Go Steady Again» (Alexander) - Richards en la voz principal, Wood en saxo
- «Apartment Number 9» (Paycheck/Austin) - Richards en la voz principal y en piano, Wood en pedal steel
- «Honky Tonk Women» (Jagger/Richards)
- «Worried Life Blues» (Merriwether) - Richards en la voz principal
- «I Can Feel the Fire» (Wood)
- «Come to Realize» (Wood)
- «Am I Grooving You» (Russell/Barry) - Wood en armónica
- «Seven Days» (Dylan)
- «Before They Make Me Run» (Jagger/Richards) - Richards en la voz principal
- «Jumpin' Jack Flash» (Jagger/Richards)

## Discografía
- Buried Alive (grabado en 1979, lanzado en 2006)